# Urokseknoglen fra Ryemarksgård
Urokseknoglen fra Ryemarksgård er en mellemfodsknogle fra en urokse, som i 1940 blev fundet ved tørvegravning nær Jystrup. Knoglen, som muligvis har været anvendt som kølle, er særlig derved, at den er den ældste kendte gengivelse af mennesker i Danmark - fem menneskefigurer i (formentligt) skinddragter, indridset i Maglemosetiden. Man har diskuteret om figurerne forestiller en familie eller måske fem gravide kvinder. I et indlæg i tidsskriftet Medicinsk Forum foreslog retsmedicineren Preben Geertinger at de fem figurer skulle læses som en slags tegneserie, forestillende en mand og en gravid kvinde.

Knoglen kom i 1941 til Nationalmuseet.

## Galleri
- Detaljefoto
- Detaljefoto
- Hele knoglen